# Nephodia admirationis
Nephodia admirationis là một loài bướm đêm trong họ Geometridae.